# Bluestreakite
La bluestreakite (simbolo IMA: Blu) è un rarissimo minerale appartenente alla famiglia degli "ossidi e idrossidi" con composizione chimica K4Mg2(V4+2V5+8O28) • 14H2O.

## Etimologia e storia
La bluestreakite prende il nome dalla miniera di "Blue Strike" (38.19944°N 108.84°W), un deposito di arenaria-uranio-vanadio nella contea di Montrose (in Colorado, Stati Uniti), che è la località tipo del minerale.
Il minerale è stato scoperto e studiato da un team di mineralogisti che nel 2014 ha inviato i risultati del test e il nome scelto all'Associazione Mineralogica Internazionale (IMA) (numero di iscrizione interno IMA: 2014-047) per la revisione, che ha riconosciuto la bluestreakite nello stesso anno.
Il campione tipo del minerale è conservato presso la Collezione Mineralogica del Natural History Museum of Los Angeles County (LACMNH) a Los Angeles (California) con i numeri di catalogo 64174 e 64175.

## Classificazione
Essendo stata approvata come specie minerale indipendente nel 2014 dall'Associazione Mineralogica Internazionale (IMA), la bluestreakite non viene elencata nella classica nona edizione della sistematica dei minerali di Strunz, aggiornata dall'IMA fino al 2009.
Il minerale è però presente nell'edizione successiva, proseguita dal database "mindat.org" e chiamata Classificazione Strunz-mindat, dove si trova nella classe "4. Ossidi (idrossidi, V[5,6] vanadati, arseniti, antimoniti, bismutiti, solfiti, seleniti, telluriti, iodati)" e nella "sottoclasse "4.H V[5,6] Vanadati"; questa è suddivisa più finemente in base al tipo di vanadato, in modo tale da trovare la bluestreakite nella sezione "4.HC [6]-Sorovanadati" dove è l'unico membro del sistema nº 4.HC.20.
Nella Sistematica dei lapis (Lapis-Systematik) di Stefan Weiß la bluestreakite è elencata nella classe degli "ossidi" e nella sottoclasse degli "ossidi di vanadio (polivanadati con V4+/5+)"; qui è nel "gruppo dei vanadati" dove forma il sistema nº IV/G.01 insieme a burroite, gunterite, hughesite, huemulite, hummerite, kokinosite, lasalite, magnesiopascoite, nashite, pascoite, postite, rakovanite, schindlerite, sherwoodite e wernerbaurite.

## Abito cristallino
La bluestreakite cristallizza nel sistema monoclino con il gruppo spaziale P21/n con i parametri di cella a = 12,2383(7) Å, b = 10,3834(4) Å, c = 14,1945(6) Å e β = 103,008(2)°, oltre ad avere 2 unità di formula per cella unitaria.

## Origine e giacitura
La bluestreakite si forma come minerale secondario nella zona di ossidazione di giacimenti di uranio e/o vanadio a fronte del rotolamento in arenaria corvusite-montroseite; la paragenesi è con gesso, huemulite, hummerite, metamunirite e munirite.
Il minerale è rarissimo ed è stato trovato solo nella sua località tipo, la miniera di "Blue Strike" nella contea statunitense di Montrose in Colorado.

## Forma in cui si presenta in natura
La bluestreakite si presenta in compresse o lamelle, con dimensioni fino a 0,3 mm, tipicamente come rivestimenti granulari.
Il minerale è trasparente con lucentezza semi adamantina, il colore è blu verdastro scuro mentre il colore dello striscio è azzurro chiaro.

## Proprietà
La bluestreakite è solubile in acqua, anche se impiega diversi giorni per dissolversi; in acido cloridrico diluito (HCl) la solubilità è molto più elevata e si verifica anche un'immediata perdita di colore. A causa della solubilità della bluestreakite in liquidi con densità acquosa, non è stato possibile misurare la densità del minerale perché non è rimasto materiale sufficiente per una misurazione diretta. La densità calcolata dai dati del cristallo è 2,630 g/cm³.